# Бикачено
Бикачино (біл. вёска Быкачено) — село в складі Смолевицького району Мінської області, Білорусь. Село підпорядковане Драчківській сільській раді, розташоване в центральній частині області.